# Seznam britských křižníků

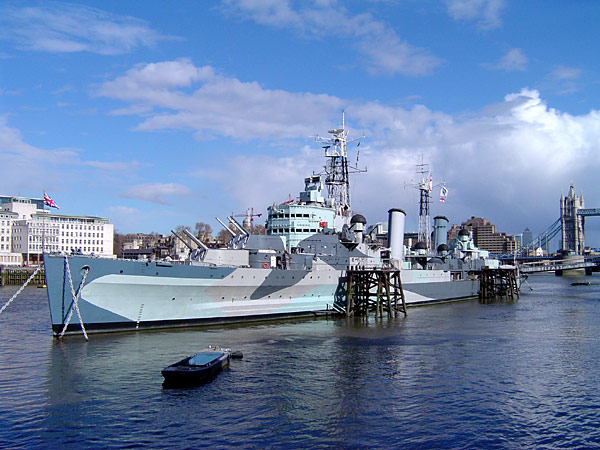
Belfast

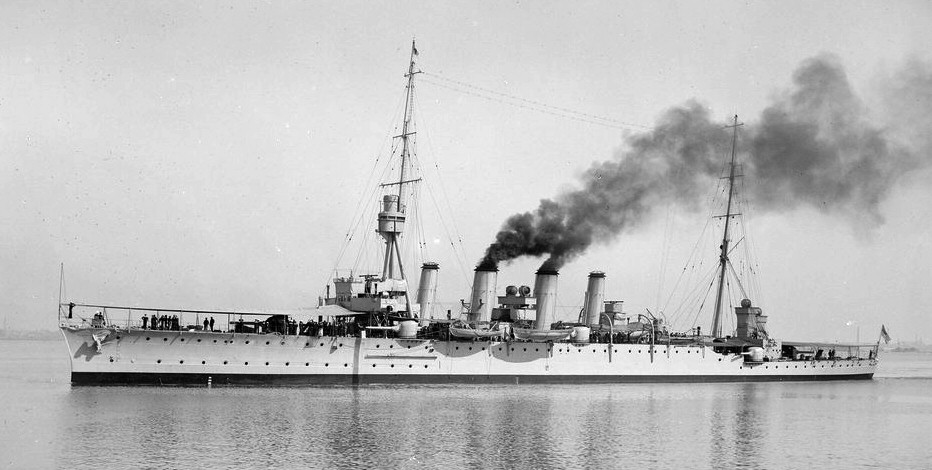
Chatham

Seznam britských křižníků obsahuje souhrn chráněných, pancéřových, průzkumných, lehkých a těžkých křižníků Royal Navy. Bitevní křižníky a „velké lehké křižníky“ třídy Glorious obsahuje Seznam britských bitevních křižníků.

## Obrněné křižníky

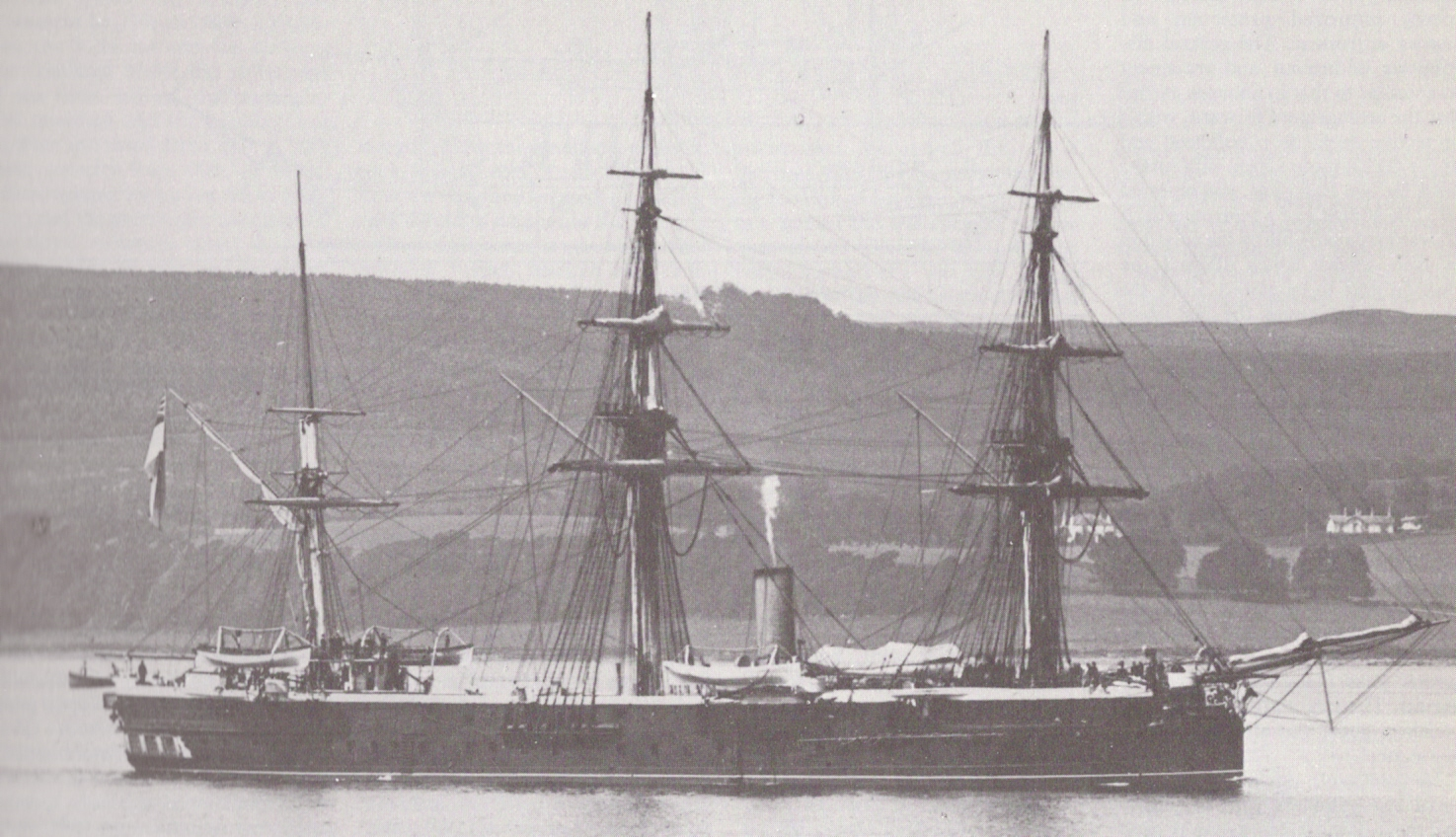
Shannon

- HMS Shannon

### TřídaNelson
- Nelson
- Northampton

### TřídaImperieuse
- Imperieuse
- Warspite

### TřídaOrlando

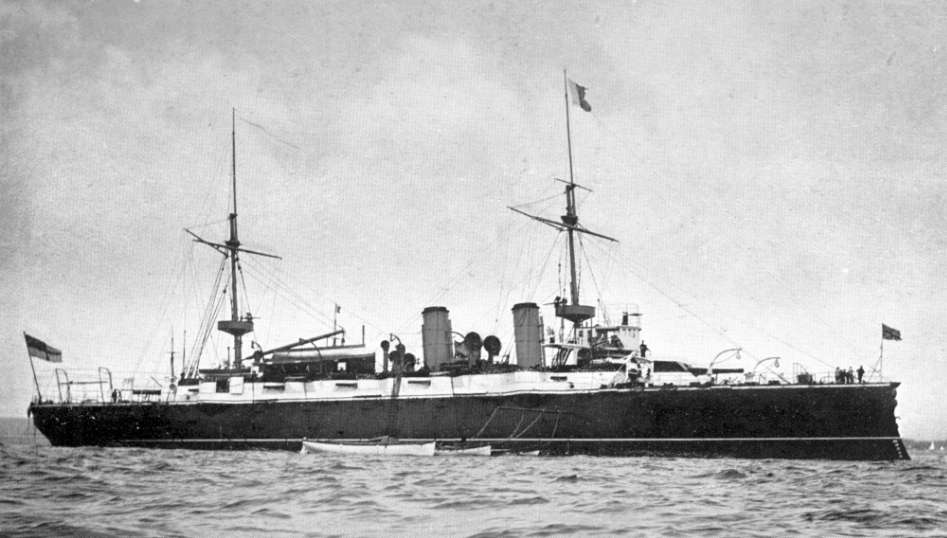
Orlando

- Orlando
- Australia
- Undaunted
- Narcissus
- Galatea
- Immortalité
- Aurora

## Chráněné křižníky první třídy

### TřídaBlake

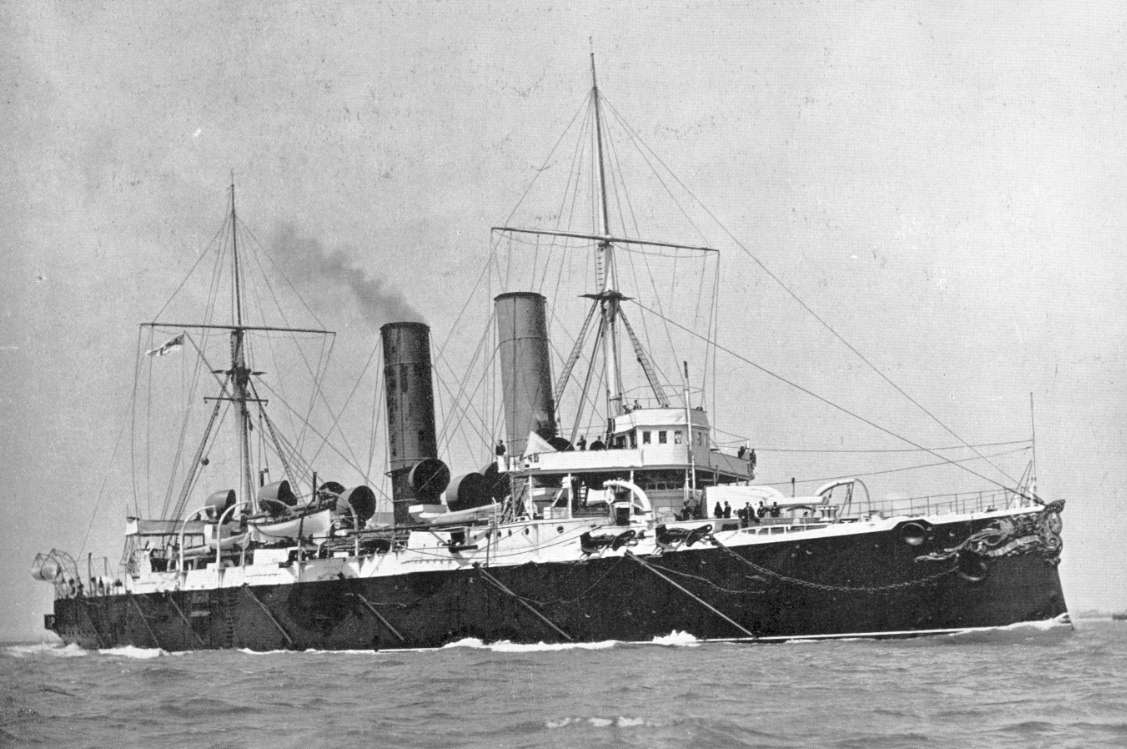
Blenheim

- Blake
- Blenheim

### TřídaEdgar
- Edgar
- Hawke
- Endymion
- Royal Arthur
- Gibraltar
- Grafton
- St. George
- Theseus
- Crescent

### TřídaPowerful

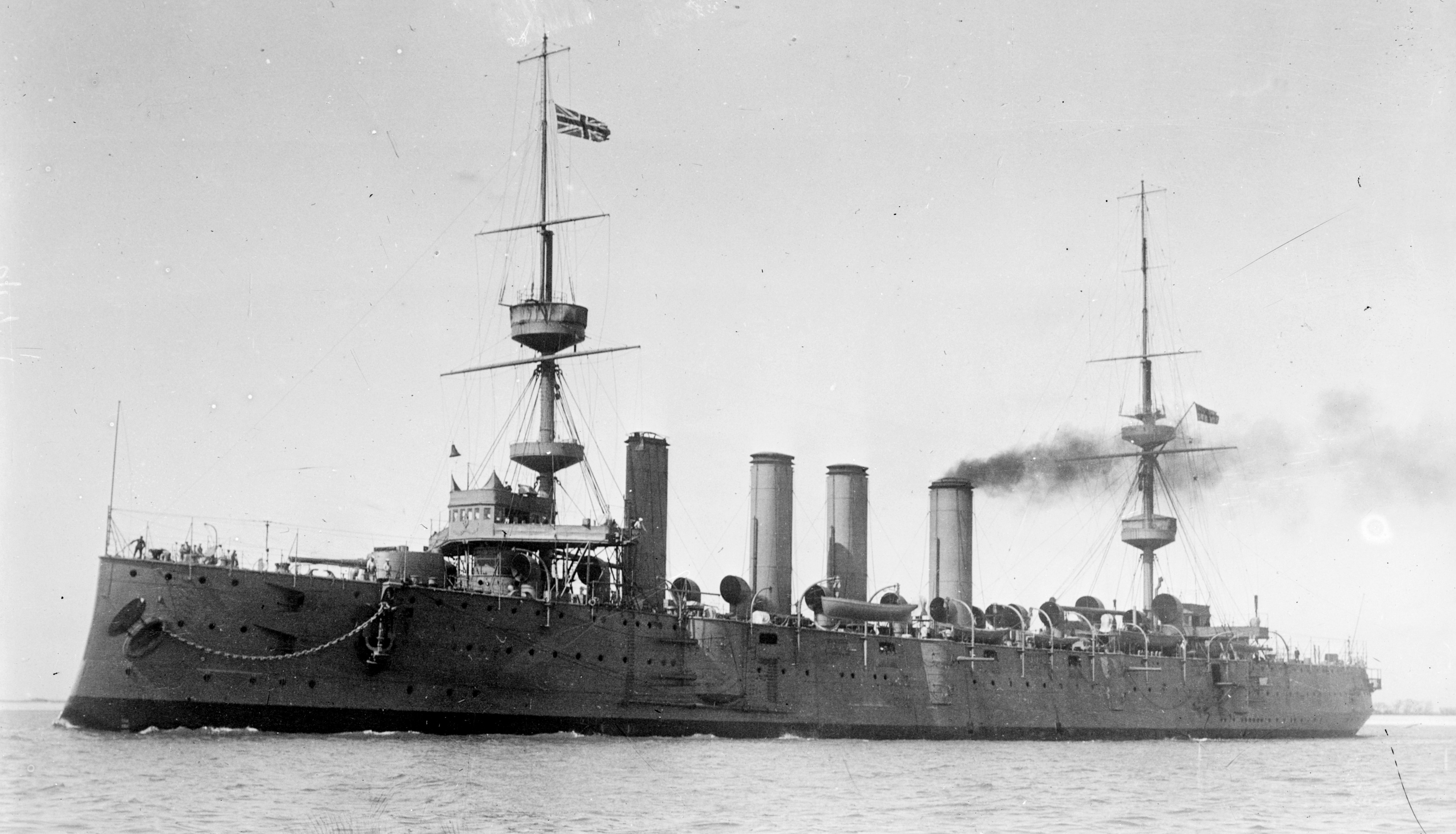
Terrible

- Powerful
- Terrible

### TřídaDiadem

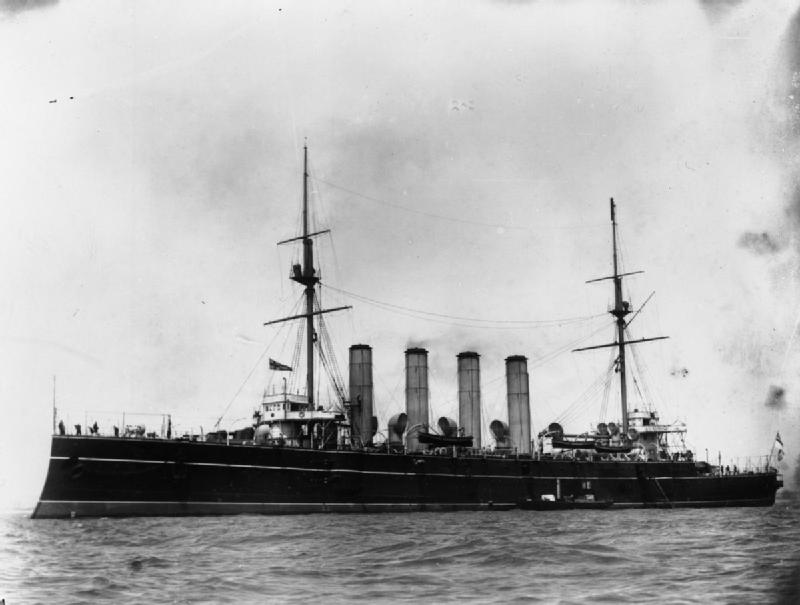
Europa

- Diadem
- Niobe
- Europa
- Andromeda
- Amphitrite
- Argonaut
- Ariadne
- Spartiate

## Chráněné křižníky

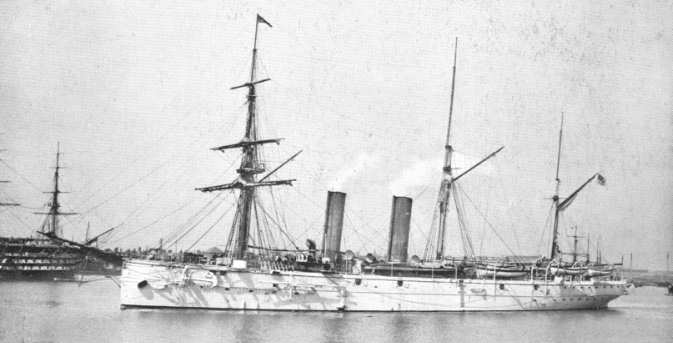
Mercury

### TřídaIris
- Iris
- Mercury

### TřídaComus

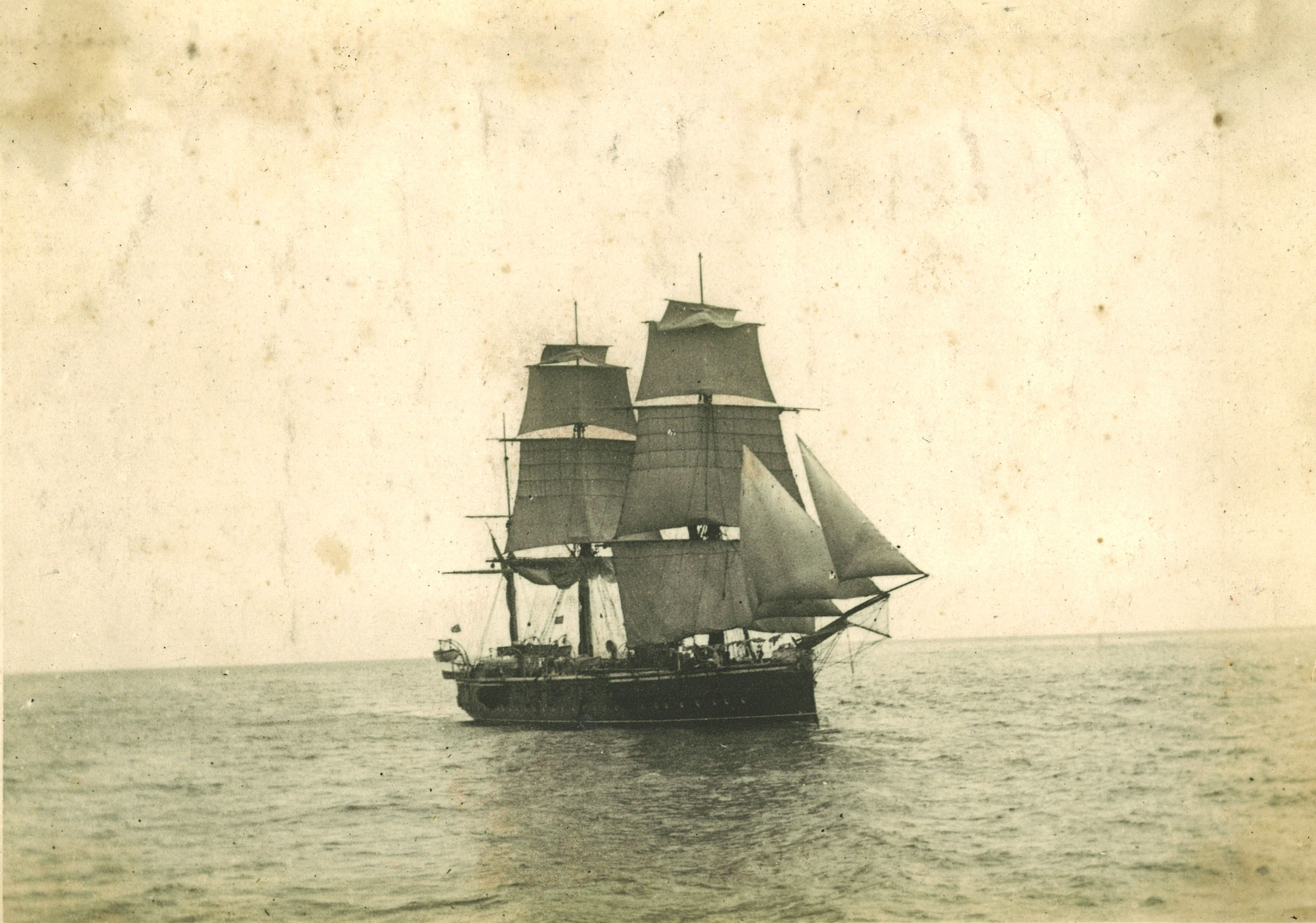
Champion

- Comus
- Curacoa
- Champion
- Cleopatra
- Carysfort
- Conquest
- Constance
- Canada
- Cordelia

### TřídaLeander

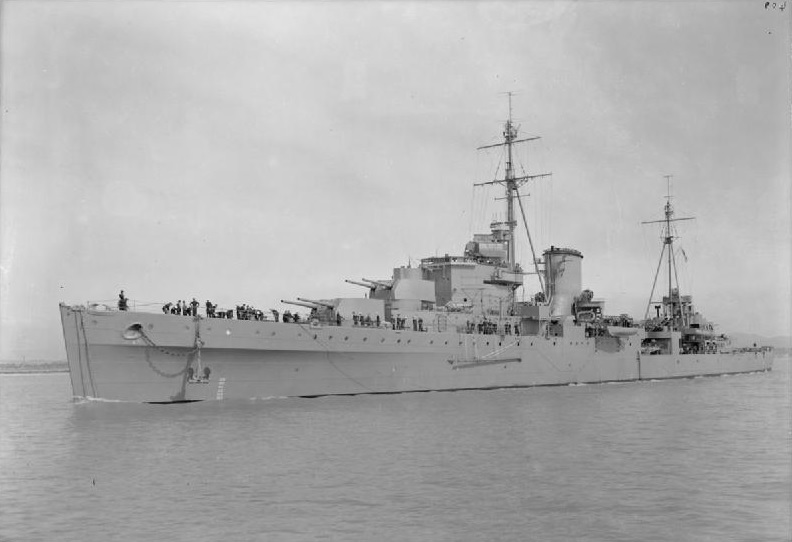
Orion, loď třídy Leander

- Leander
- Amphion
- Arethusa
- Phaeton

### TřídaCalypso

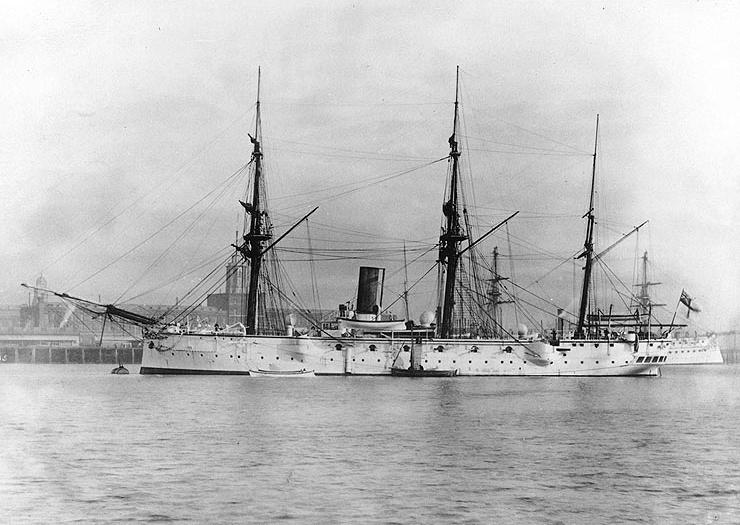
Calliope

- Calypso
- Calliope

### TřídaSurprise
- Surprise
- Alacrity

### TřídaMersey
- Mersey
- Severn
- Thames
- Forth

### TřídaScout
- Scout
- Fearless

### TřídaArcher

Mohawk

- Archer
- Mohawk
- Brisk
- Porpoise
- Cossack
- Tartar
- Serpent
- Racoon

### TřídaMarathon

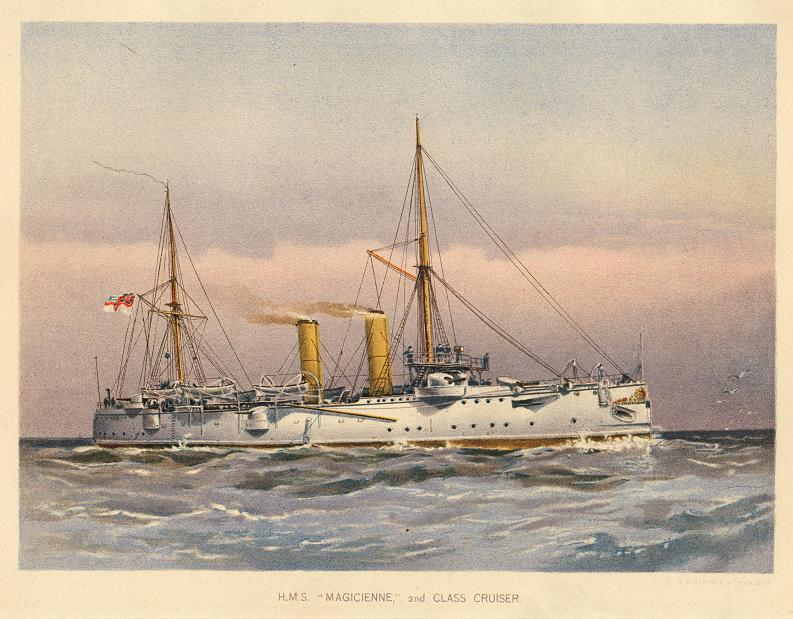
Magicienne

- Medea
- Marathon
- Magicienne
- Medusa
- Melpomene

### TřídaBarracouta
- Barracouta
- Barrosa
- Blanche
- Blonde

### TřídaBarham
- Barham
- Bellona

### TřídaPearl

Pallas

- Pallas
- Katoomba
- Pearl
- Mildura
- Wallaroo
- Philomel
- Phoebe
- Tauranga
- Ringarooma

### TřídaApollo

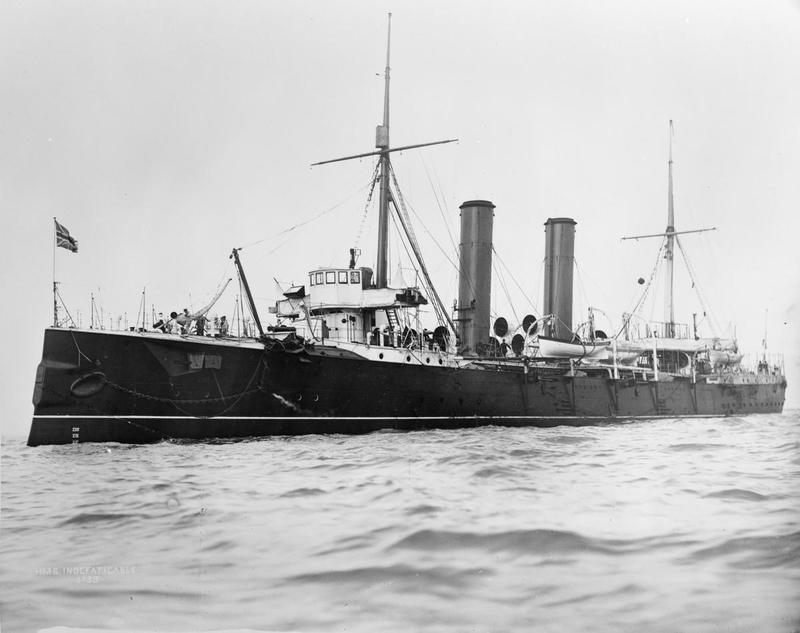
Indefatigable

- Apollo
- Aeolus
- Andromache
- Brilliant
- Indefatigable
- Intrepid
- Iphigenia
- Latona
- Melampus
- Naiad
- Pique
- Rainbow
- Retribution
- Sappho
- Scylla
- Sirius
- Spartan
- Sybille
- Terpsichore
- Thetis
- Tribune

### TřídaAstraea

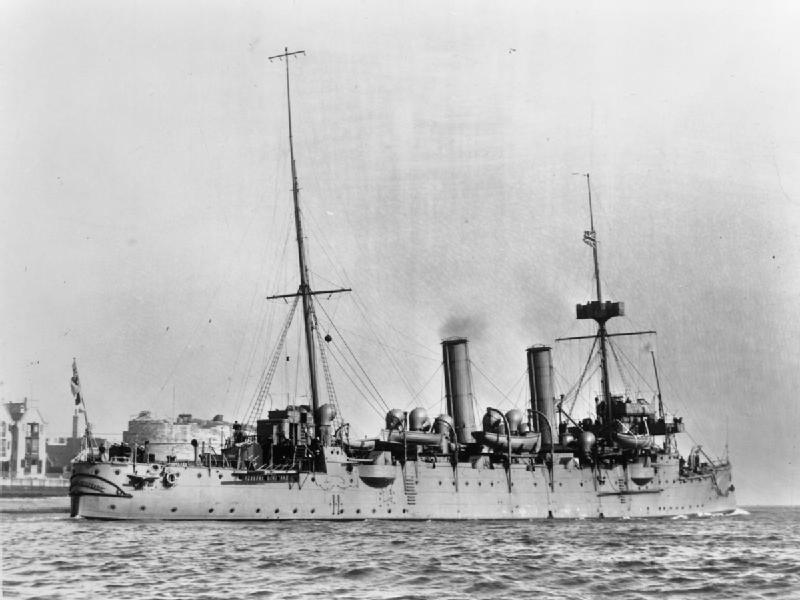
Forte

- Astraea
- Bonaventure
- Cambrian
- Charybdis
- Flora
- Forte
- Fox
- Hermione

### TřídaEclipse

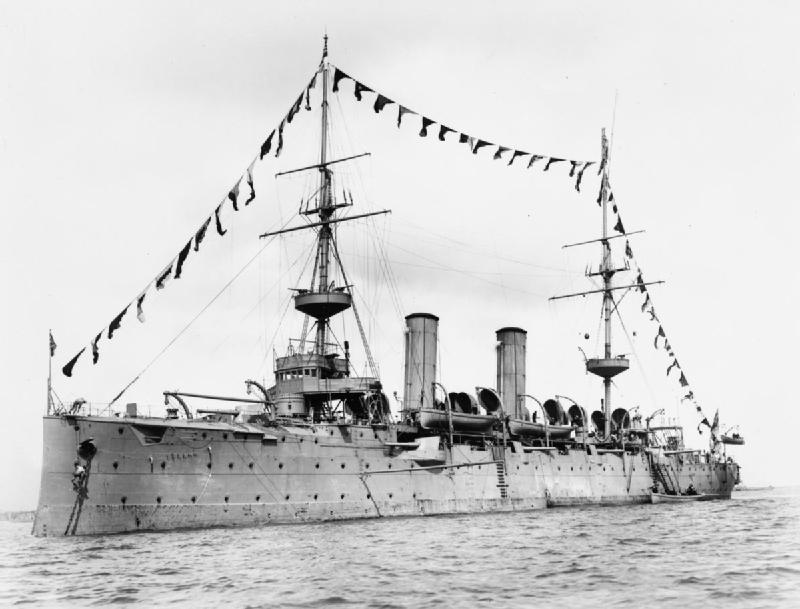
Venus

- Eclipse
- Diana
- Dido
- Doris
- Isis
- Juno
- Minerva
- Talbot
- Venus

### TřídaArrogant

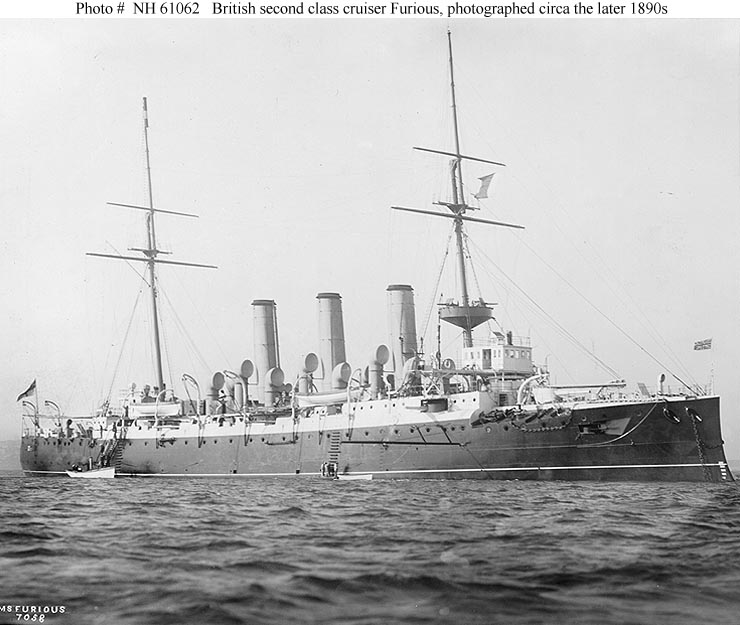
Furious

- Arrogant
- Furious
- Gladiator
- Vindictive

### TřídaPelorus

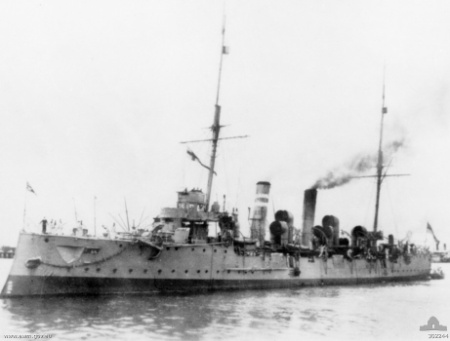
Prometheus

- Pelorus
- Pactolus
- Proserpine
- Pegasus
- Perseus
- Pomone
- Pyramus
- Psyche
- Prometheus
- Pioneer
- Pandora

### TřídaHighflyer

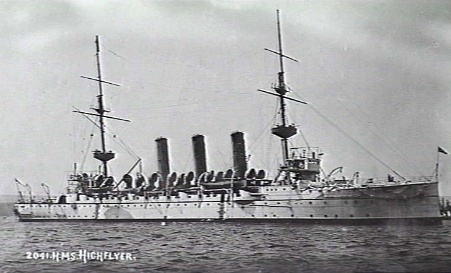
Highflyer

- Highflyer
- Hermes
- Hyacinth

### TřídaChallenger

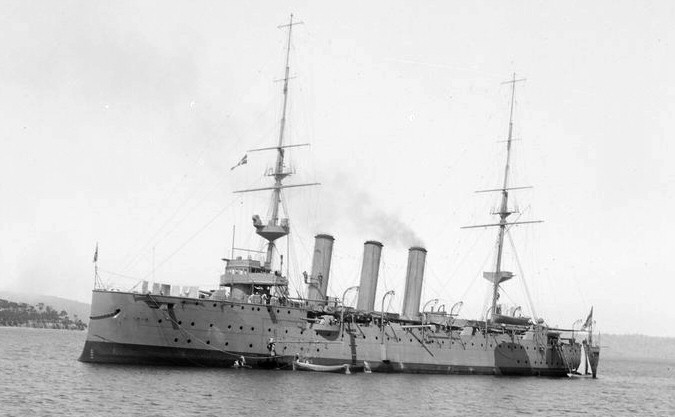
Challenger

- Challenger
- Encounter

### TřídaTopaze

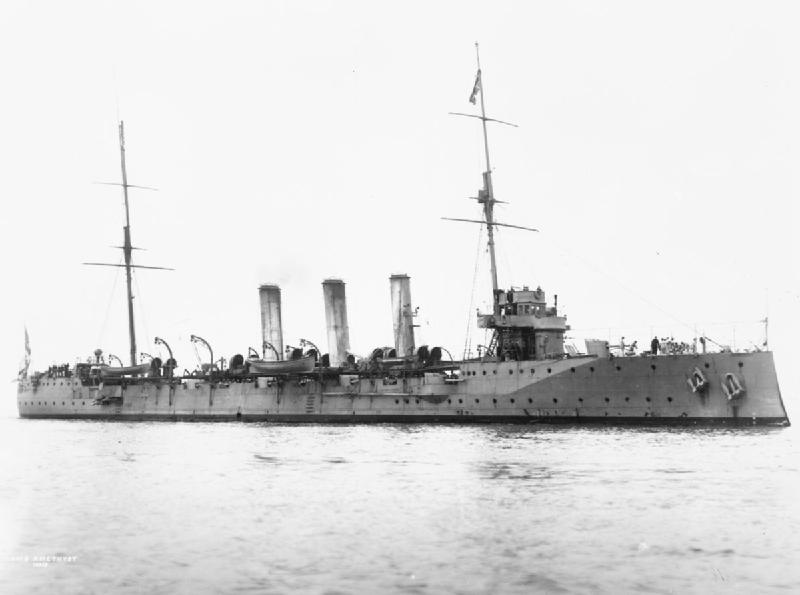
Amethyst

- Topaze
- Amethyst
- Diamond
- Sapphire

## Předzvědné křižníky

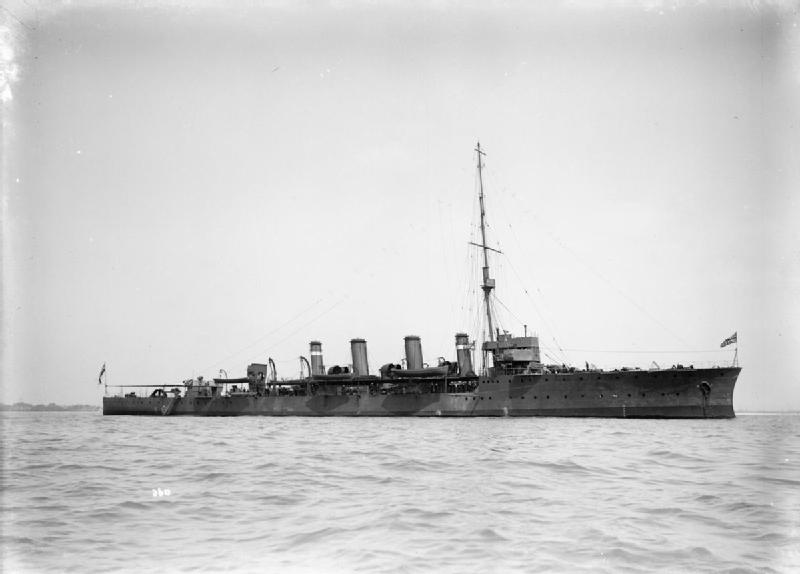
Attentive

### TřídaAdventure
- Adventure
- Attentive

### TřídaForward
- Forward
- Foresight

### TřídaPathfinder
- Pathfinder
- Patrol

### TřídaSentinel

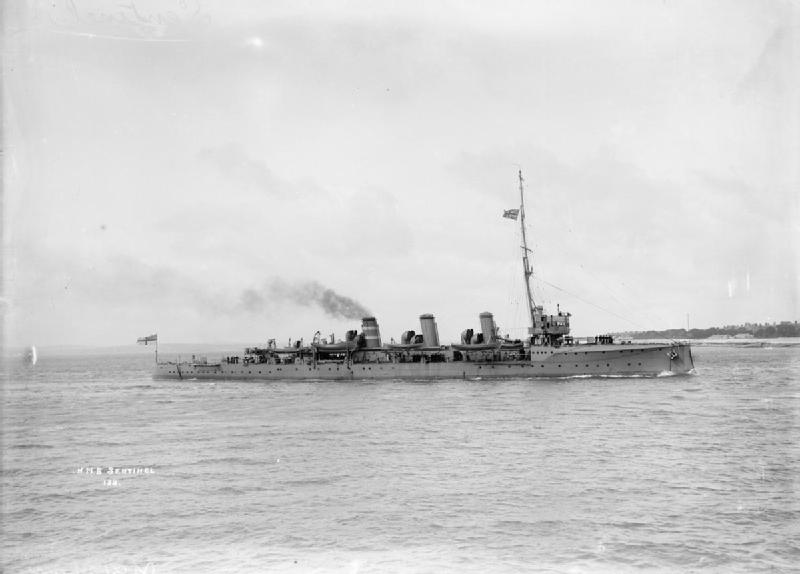
Sentinel

- Sentinel
- Skirmisher

### TřídaBoadicea
- Boadicea
- Bellona

### TřídaBlonde
- Blonde
- Blanche

### TřídaActive
- Active
- Amphion
- Fearless

## Pancéřové křižníky

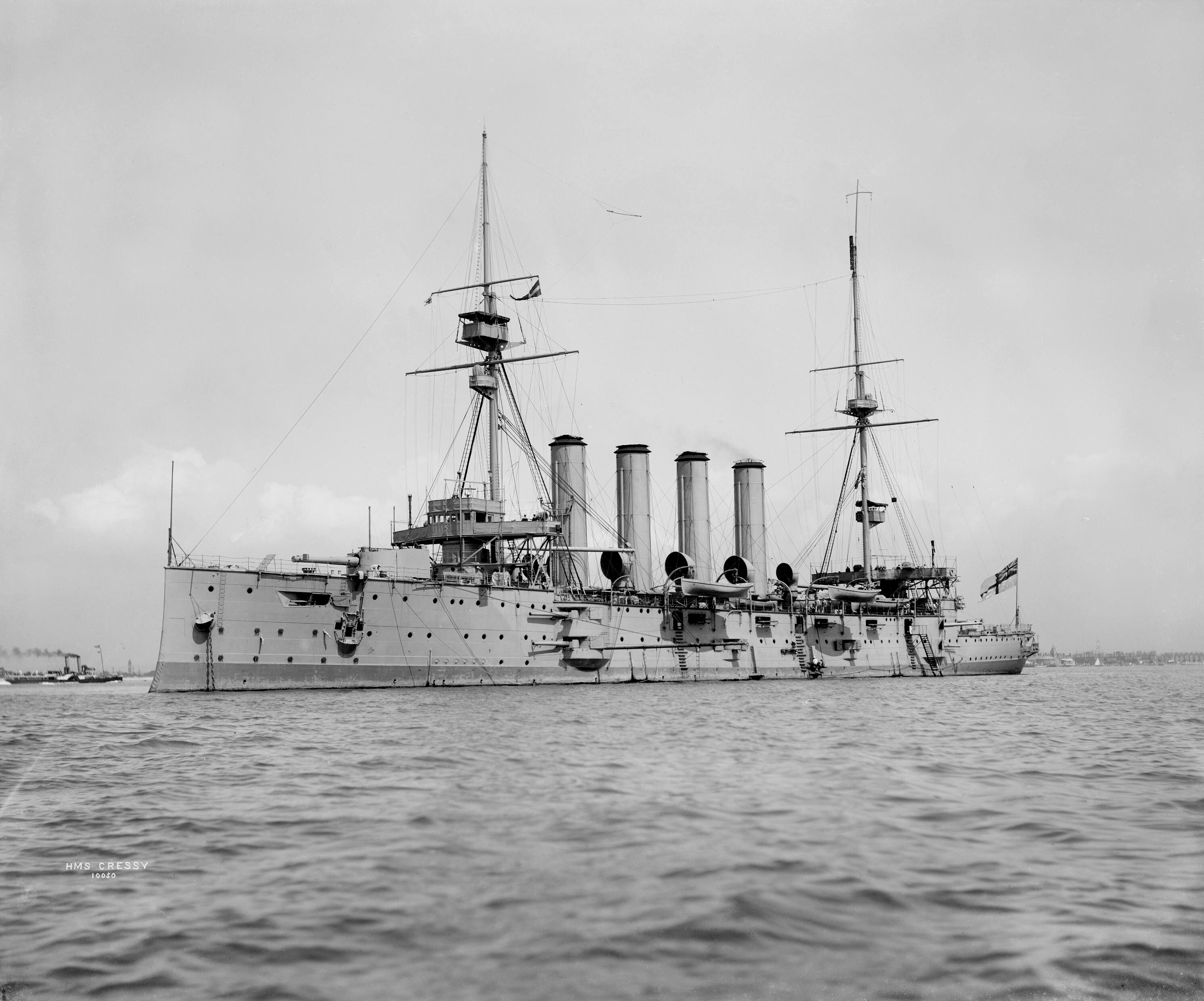
Cressy

### Třída Cressy
- Cressy
- Sutlej
- Aboukir
- Hogue
- Bacchante
- Euryalus

### Třída Drake
- Drake
- Good Hope
- King Alfred
- Leviathan

### Třída Monmouth

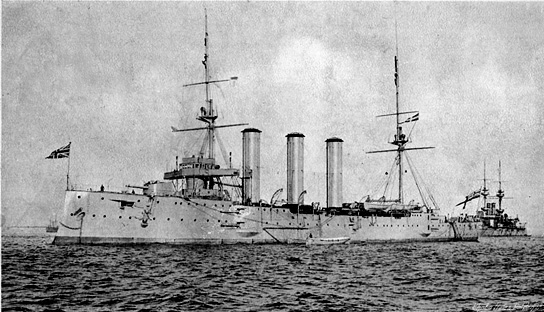
Monmouth

- Monmouth
- Bedford
- Essex
- Kent
- Berwick
- Cornwall
- Cumberland
- Donegal
- Lancaster
- Suffolk

### Třída Devonshire

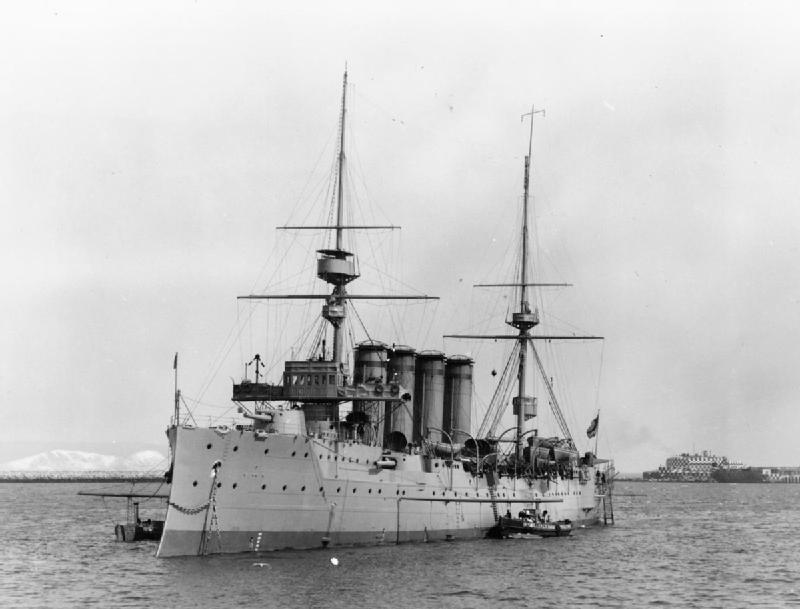
Devonshire

- Devonshire
- Hampshire
- Carnarvon
- Antrim
- Roxburgh
- Argyll

### Třída Duke of Edinburgh

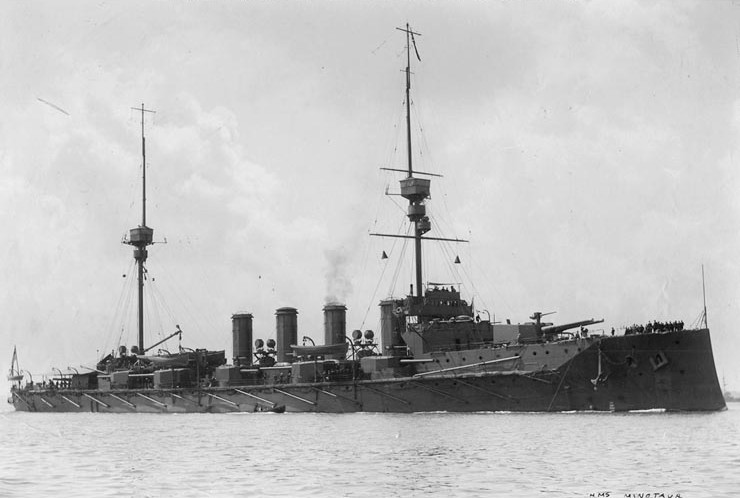
Minotaur

- Duke of Edinburgh
- Black Prince
- Warrior
- Cochrane
- Achilles
- Natal

### Třída Minotaur
- Minotaur
- Shannon
- Defence

## Lehké křižníky

### Třída Town

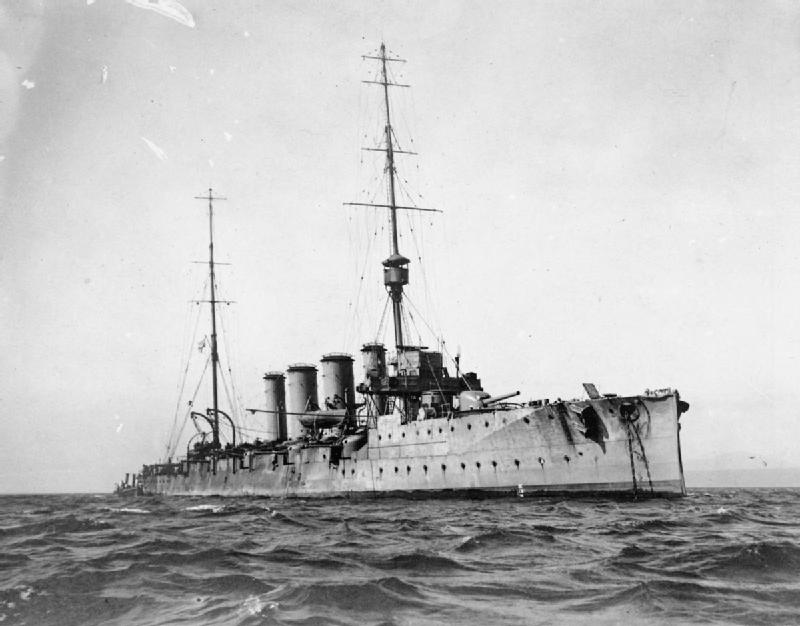
Glasgow

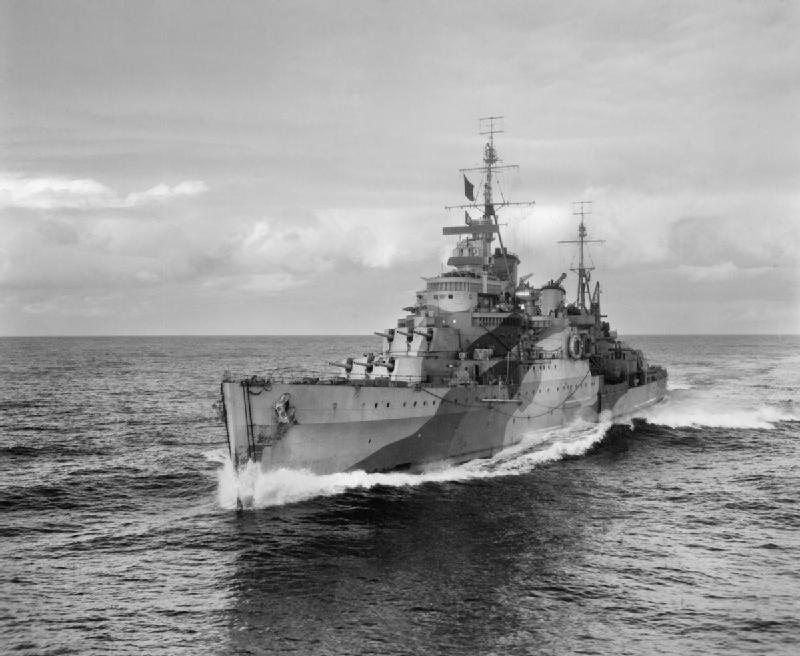
Liverpool

#### Třída Bristol
- Bristol
- Glasgow
- Gloucester
- Liverpool
- Newcastle

#### Třída Weymouth

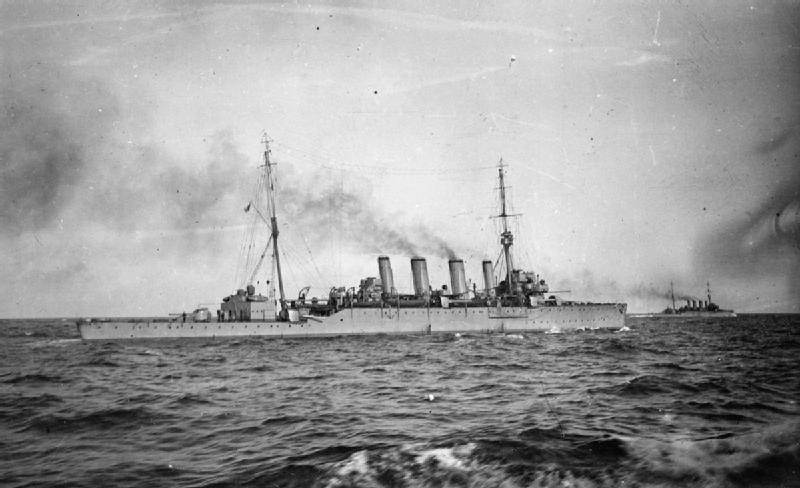
Southampton

- Weymouth
- Dartmouth
- Falmouth
- Yarmouth

#### Třída Chatham

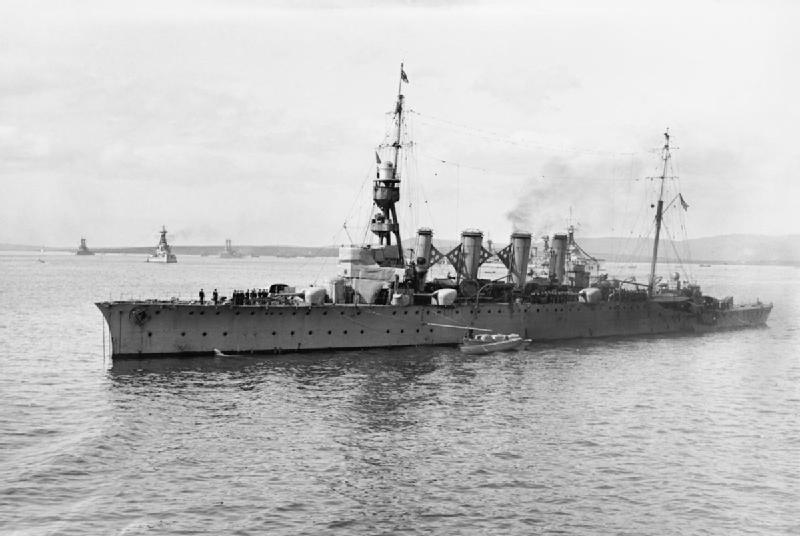
Birmingham

- Chatham
- Dublin
- Southampton
- Brisbane
- Melbourne
- Sydney

#### Třída Birmingham
- Birmingham
- Lowestoft
- Nottingham
- Adelaide

#### Třída Birkenhead

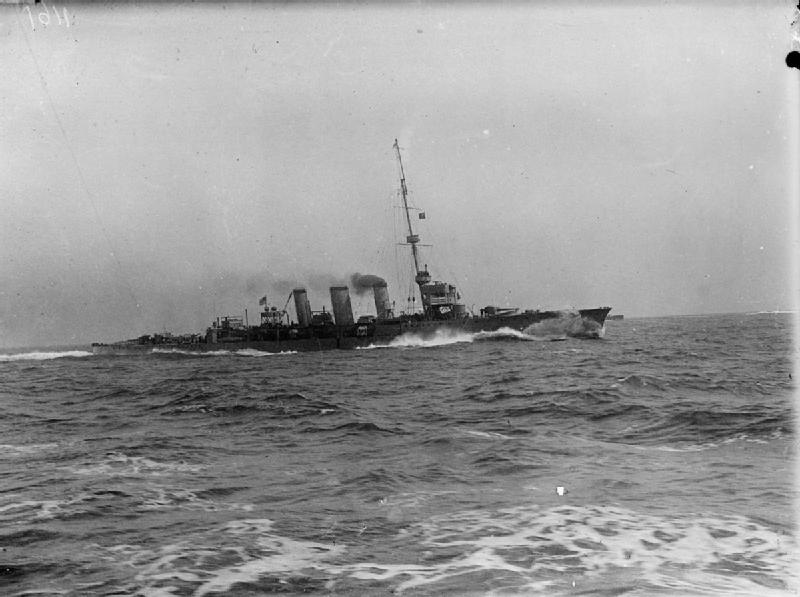
Arethusa

- Birkenhead
- Chester

### Třída Arethusa
- Arethusa
- Aurora
- Galatea
- Inconstant
- Penelope
- Phaeton
- Royalist
- Undaunted

### Třída C

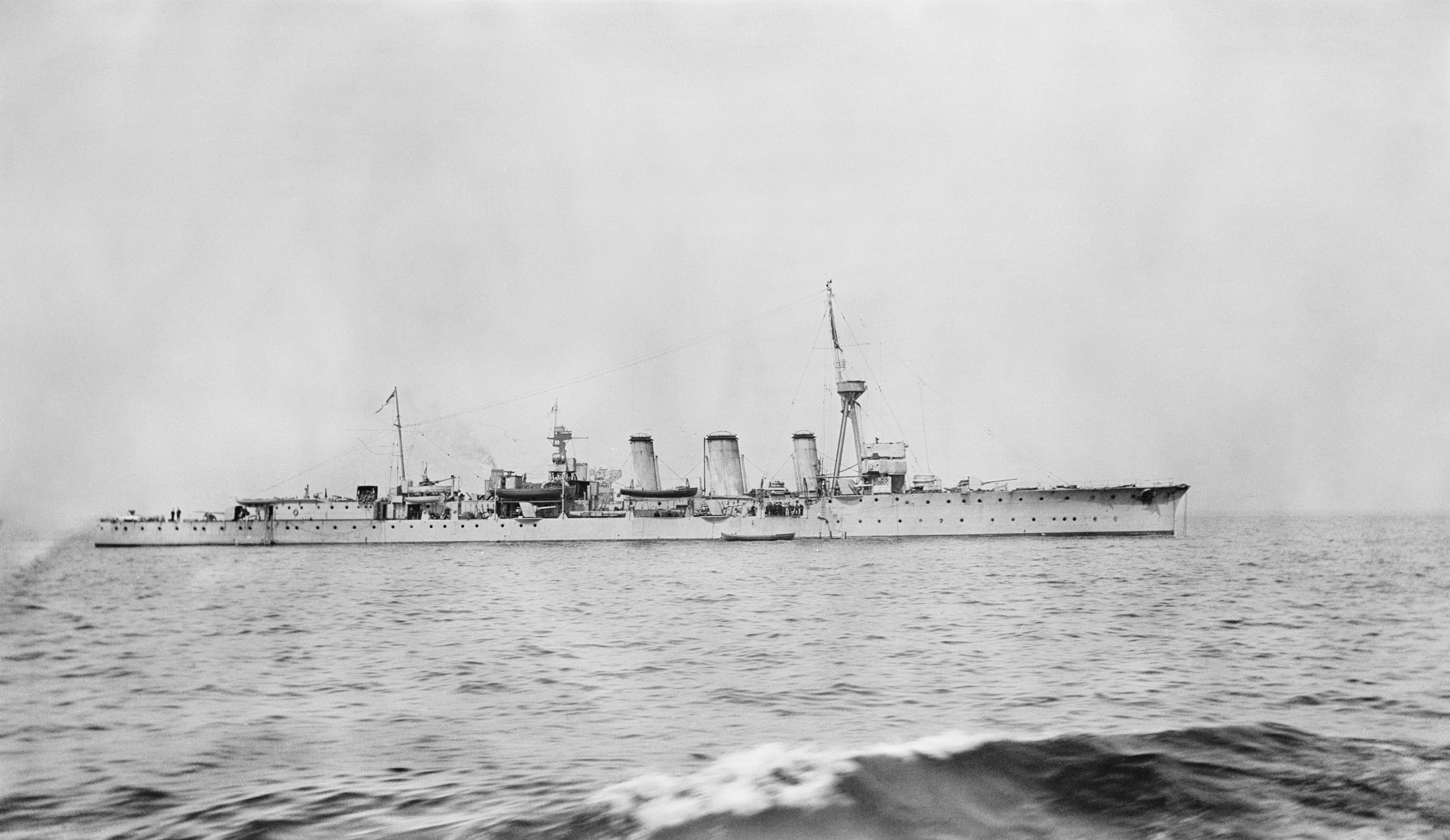
Caroline

#### Třída Caroline
- Caroline
- Carysfort
- Cleopatra
- Comus
- Conquest
- Cordelia

#### Třída Calliope

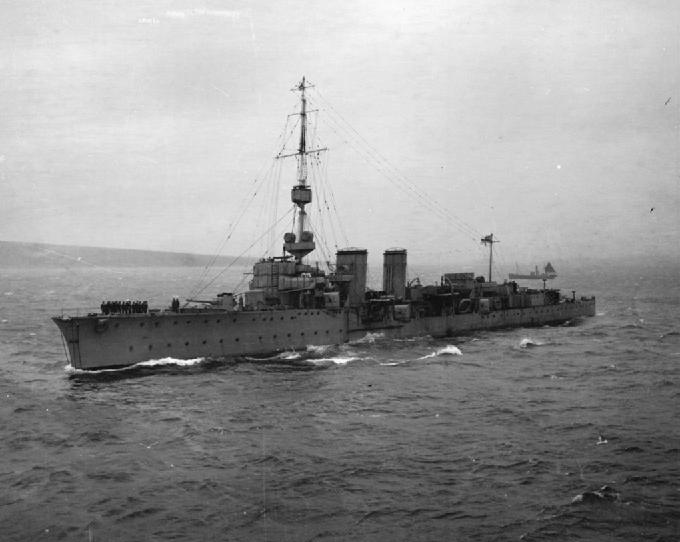
Castor

- Calliope
- Champion

#### Třída Cambrian
- Cambrian
- Canterbury
- Castor
- Constance

#### Třída Centaur
- Centaur
- Concord

#### Třída Caledon

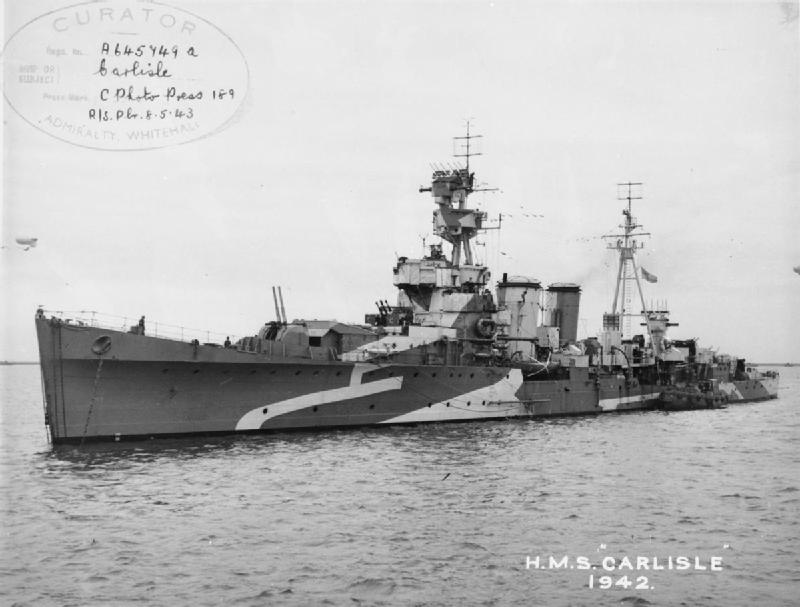
Carlisle

- Caledon
- Calypso
- Cassandra
- Caradoc

#### Třída Ceres
- Cardiff
- Ceres
- Coventry
- Curacoa
- Curlew

#### Třída Carlisle

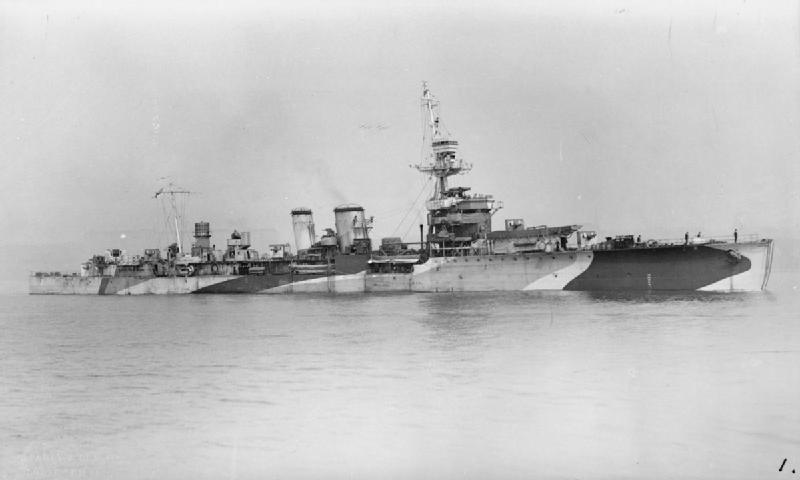
Danae

- Cairo
- Calcutta
- Capetown
- Carlisle
- Colombo

### Třída Danae
- Danae
- Dauntless
- Dragon
- Delhi
- Dunedin
- Durban
- Despatch
- Diomede

### Třída Emerald
- Emerald
- Enterprise

### Třída Leander

#### První skupina

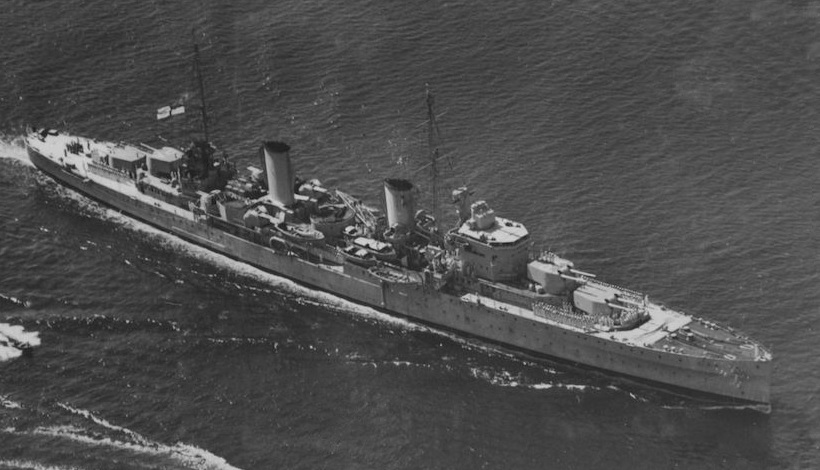
Perth

- Achilles
- Ajax
- Leander
- Neptune
- Orion

#### Druhá skupina

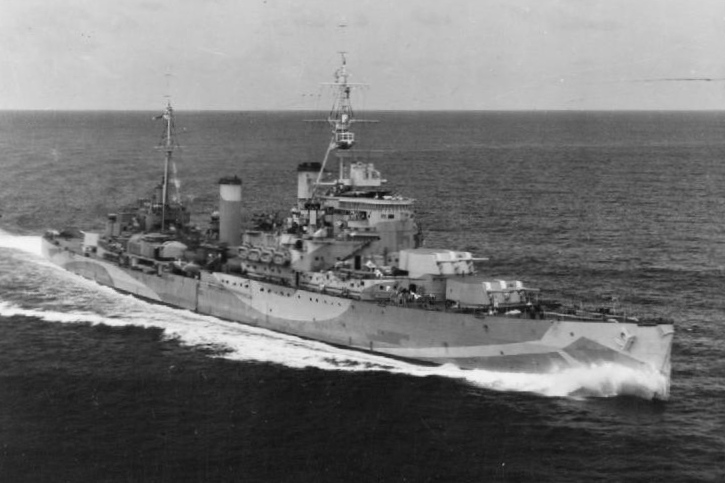
Kenya

- Perth (ex Amphion)
- Hobart (ex Apollo)
- Sydney (ex Phaeton)

### Třída Arethusa
- Arethusa
- Galatea
- Penelope
- Aurora

### Třída Town

#### Třída Southampton
- Newcastle
- Southampton
- Sheffield
- Glasgow
- Birmingham

#### Třída Gloucester
- Gloucester
- Liverpool
- Manchester

#### Třída Edinburgh

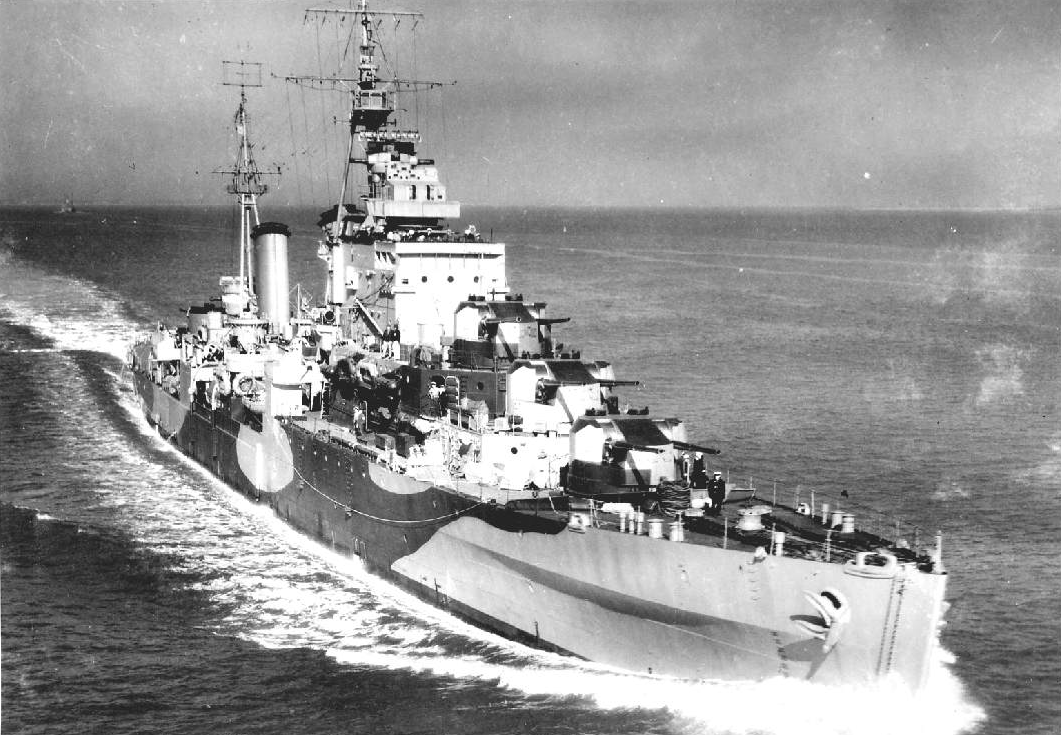
Argonaut

- Edinburgh
- Belfast

### Třída Dido

#### První skupina
- Bonaventure
- Dido
- Hermione
- Naiad
- Phoebe
- Euryalus
- Sirius
- Charybdis
- Cleopatra
- Scylla
- Argonaut

#### Druhá skupina
- Bellona
- Black Prince
- Diadem
- Royalist
- Spartan

### Třída Crown Colony

#### Podřída Fiji
- Bermuda
- Fiji
- Gambia
- Jamaica
- Kenya
- Mauritius
- Nigeria
- Trinidad

#### Podtřída Ceylon

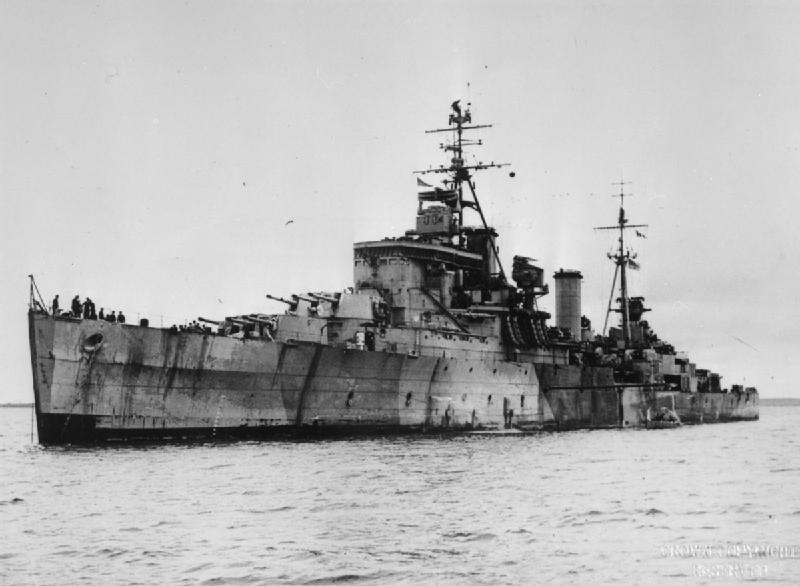
Swiftsure

- Ceylon
- Newfoundland
- Uganda

### Třída Minotaur
- Swiftsure
- Ontario
- Superb

### Třída Tiger
- Tiger
- Lion
- Blake

## Těžké křižníky

### Třída Hawkins

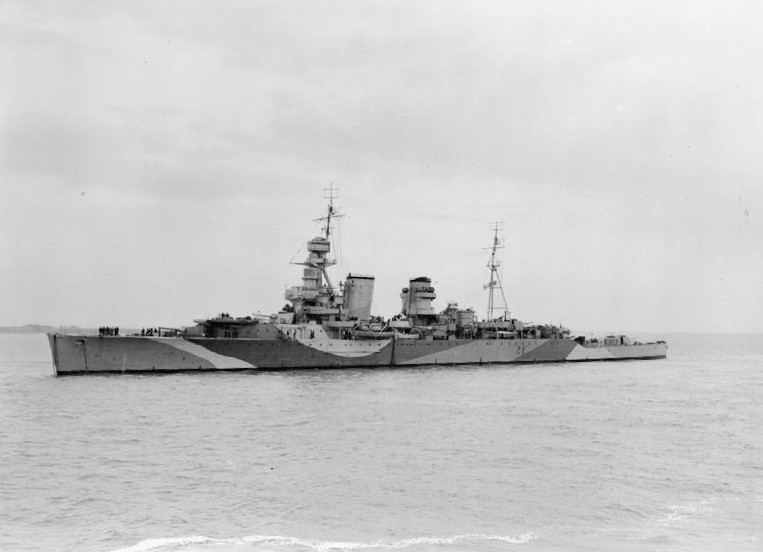
Hawkins

- Cavendish (dokončen jako letadlová loď HMS Vindictive)
- Hawkins
- Raleigh
- Frobisher
- Effingham

### Třída County

#### Třída Kent

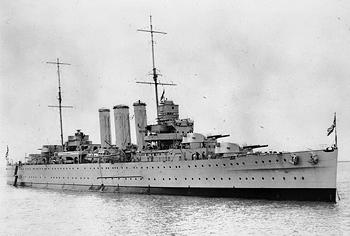
Cornwall

- Cumberland
- Berwick
- Cornwall
- Suffolk
- Kent
- Australia
- Canberra

#### Třída London
- London
- Devonshire
- Shropshire
- Sussex

#### Třída Dorsetshire

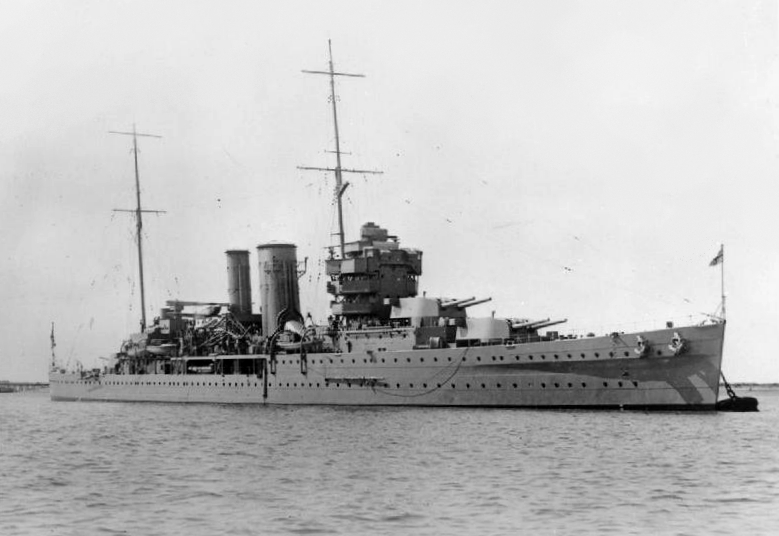
York

- Norfolk
- Dorsetshire

### Třída York
- York
- Exeter